# Satya
Satya (devanāgarī सत्य, verità, da sat, सत्,  "ciò che è") è un termine sanscrito che possiede nell'ambito religioso hinduista tre significati: 
- Come epiteto di Visnù ovvero nel significato di "vero", come simbolo di verità e realtà;
- Come nome del primo dei quattro yuga. Questo yuga viene anche indicato come kṛta.
- Come nome di uno dei Viśva (Principi cosmici) e come tale impersonificato nel figlio di Dharma e Viśvā[2].

Il suo significato di verità relativa al sacro viene confermato per questo termine anche nel Buddhismo dove così vengono indicate le Quattro nobili verità a fondamento di questa religione:  चत्वारि आर्यसत्यानि catvāri-ārya-satyāni.